# Sharon Kane
Sharon Kane (née le 24 février 1956) est une actrice de films pornographiques, réalisatrice et modèle de bondage américaine.

## Biographie
Sharon Kane a commencé en 1978 dans l'industrie du X, elle détient le record de 859 apparitions dans les films.
Elle était amoureuse de l'acteur Michael Bruce, qui est mort le 30 mai 1985.
Sharon Kane a reçu plusieurs XRCO Awards et AVN Awards. C'est une "Legends of Porn", elle a joué dans différents types de films BDSM, Gay, Gang bang, Interracial, Lesbien, MILF...
Sharon Kane est présidente de la société de production "Naughty America" et du site gay "Suite 703".

## Récompenses
- 1984 : XRCO Award for Best Supporting Actress for Throat - 12 years after
- 1989: XRCO Award Best Actress for Bodies in Heat - The Sequel
- 1990 : AVN Awards[3] :
  - Meilleure actrice dans une vidéo (Best Actress - Video) pour Bodies in Heat - The Sequel
  - Meilleure scène de sexe en couple dans un film (Best Couples Sex Scene - Film) pour Firestorm 3 (avec Eric Edwards)
- 1997 : Grabbys, Best Non - Sexual Role (a égalité) « My Sister's Husband, All Worlds Video »
- AVN Hall of Fame
- XRCO Hall of Fame
- GayVN Award
  - 2002 : Best Music for: The Back Row (2001)
  - 2001 : Best Music for: Echoes (2000) (V) Best Non-Sex Performance, for: Echoes (2000) (V)
  - 1997 : Best Music for: A Love Story (1997) with: Alex Stone Best Non-Sexual Performance for: Family Values (1997)
  - 1996 : Best Music for: Idol in the Sky (1996)
  - 1994 : Best Non-sexual Performance for: Conflict of Interest (1994)